# Белошапка, Борис Иванович
Борис Иванович Белошапка (род. 9 февраля 1962, Калиновка, Винницкая область) — советский, украинский футболист, вратарь; тренер, администратор. Мастер спорта СССР, мастер спорта Украины.

## Биография
Занимался в ДЮСШ Калиновки, первый тренер — Александр Брус. С 1981 года — в команде второй лиги «Днепр» Могилёв, с которой в 1982 году вышел в первую лигу, где провёл один сезон. В 1985 году перешёл в команду высшей лиги «Динамо» Минск, где был дублёром Ивана Жекю. Сыграл за команду два матча — 21 августа в домашнем матче 23 тура против «Черноморца» (4:1) вышел на замену на 72-й минуте, 14 сентября в гостевом матче 1/8 финала Кубка СССР против «Факела» (3:1) вышел на 89-й минуте, голов не пропускал. В 1986—1991 годах в составе симферопольской «Таврии» в 221 матче пропустил 218 голов в первенстве. В розыгрыше Кубка СССР 1986/87 с командой, игравшей во второй лиге, дошёл до полуфинала. В игре 1/4 финала против «Металлиста» отразил три послематчевых пенальти.
В 1992 году уехал в польский клуб «Мотор» Люблин, где отыграл год. Следующие четыре сезона провёл в израильском клубе «Маккаби» Яффа. В 1997 году перешёл в кировоградскую «Звезду», затем вернулся В «Маккаби», где провёл 14 матчей. В «Звезде» играл до сезона 1999/2000, после чего вернулся в «Таврию», где стал работать тренером с вратарями. Потом играл за клубы Узбекистана «Кызылкум» Зарафшан (2000—2002, 2004) и «Андижан» (2003) и Казахстана «Ордабасы» Чимкент и «Костуйын» Арысь (2003).
Вернувшись на Украину, работал в «Кривбассе», с 2005 года — в структуре донецкого «Шахтера» — в академии, в третьей команде. В дубле был ассистентом Валерия Яремченко, стал двукратным чемпионом молодёжного первенства. В 2010—2012 годах — администратор и тренер по работе с вратарями в ФК «Ильичёвец». В марте 2016 — июне 2017 — тренер по работе с вратарями в «ТСК-Таврия», с июля 2017 — старший администратор команды.
Сын Артём — также футбольный вратарь.

## Достижения
- Победитель второй лиги 1982
- Чемпион Украинской ССР 1987
- Серебряный призёр Украинской ССР 1987
- Бронзовый призёр первенства Узбекистана 2002.[1]